# Pismo Beach
Pismo Beach ist eine Stadt im San Luis Obispo County im US-Bundesstaat Kalifornien mit 8072 Einwohnern (Stand: 2020). Das Stadtgebiet hat eine Größe von 34,9 km², davon 9,4 km² Landfläche.
Pismo Beach wurde 1891 gegründet und liegt etwa in der Mitte zwischen San Francisco und Los Angeles. Der Pazifikstrand ist teilweise befahrbar. An den Klippen von Pismo Beach sind in den Sommermonaten große Kolonien des Braunpelikans vorzufinden.
Pismo Beach erhielt seinen Namen aus der Sprache der Chumash. Pismo bedeutet Asphalt, der im nahe gelegenen Price Canyon abgebaut wurde.
Seit 1996 ist Pismo Beach per Bahn erreichbar, der nahegelegene Bahnhof heißt Grover Beach Amtrak Station.
Die Stadt lebt überwiegend vom Tourismus und hat zahlreiche Hotels und Restaurants. Sehr beliebt ist sie insbesondere bei Surfern.

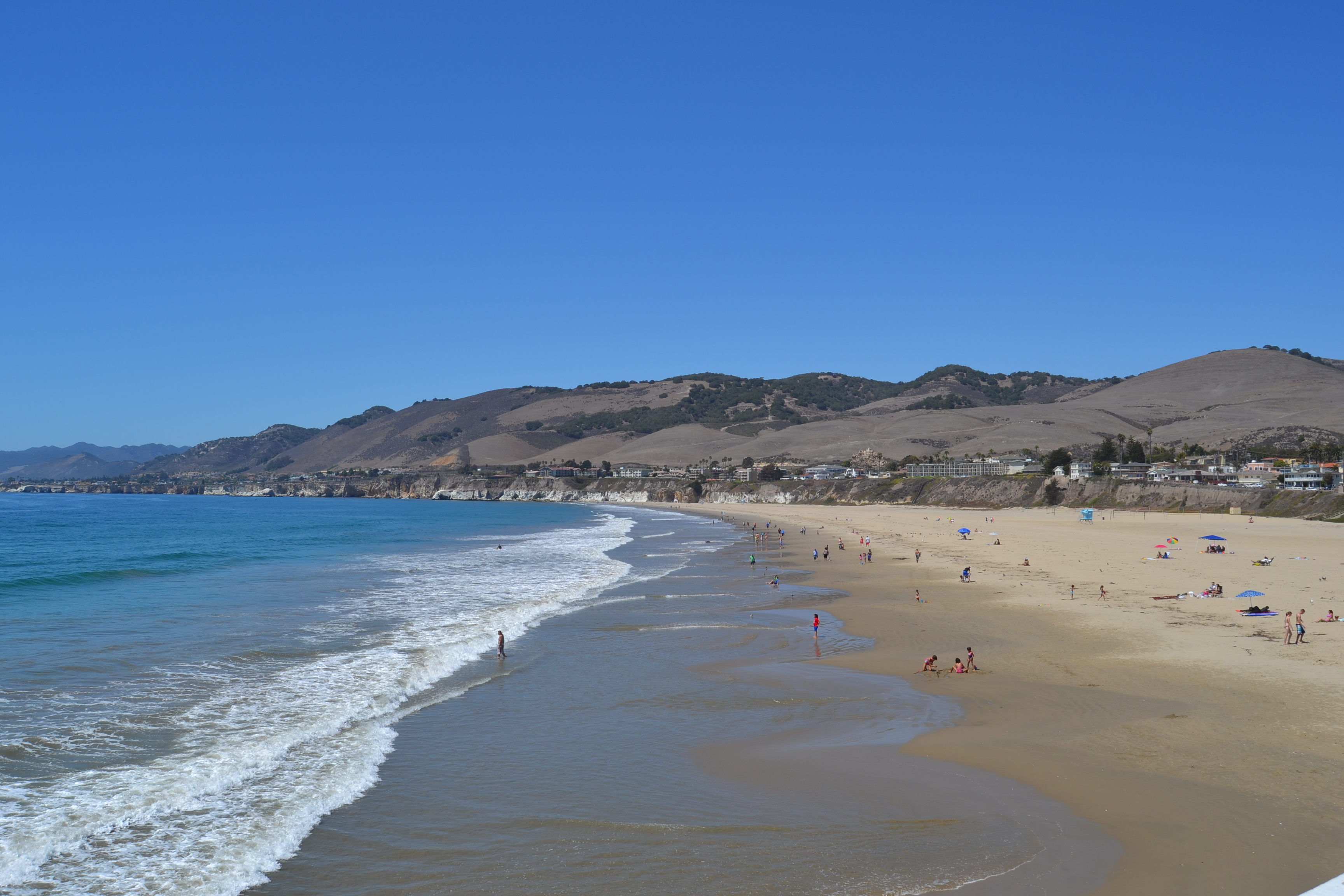
Strand von Pismo Beach